# USS Young (DD-580)
USS Young (DD-580) là một tàu khu trục lớp Fletcher được Hải quân Hoa Kỳ chế tạo trong Chiến tranh Thế giới thứ hai. Nó là chiếc tàu chiến thứ hai của Hải quân Mỹ mang cái tên này, và là chiếc duy nhất được đặt theo tên Chuẩn đô đốc Lucien Young (1852-1912), người tham gia cuộc Chiến tranh Tây Ban Nha-Hoa Kỳ. Nó hoạt động cho đến hết Thế Chiến II, được cho xuất biên chế năm 1947, xuất đăng bạ năm 1968 và cuối cùng bị đánh chìm như một mục tiêu năm 1970. Nó được tặng thưởng năm Ngôi sao Chiến trận do thành tích phục vụ trong Thế Chiến II.

## Thiết kế và chế tạo
Young được đặt lườn tại xưởng tàu của hãng Consolidated Steel Corporation ở Orange, Texas vào ngày 7 tháng 5 năm 1942. Nó được hạ thủy vào ngày 15 tháng 10 năm 1942; được đỡ đầu bởi bà J. M. Schelling; và nhập biên chế vào ngày 31 tháng 7 năm 1943 dưới quyền chỉ huy của Hạm trưởng, Thiếu tá Hải quân George B. Madden.

## Lịch sử hoạt động

### 1943
Sau chuyến đi chạy thử máy tại khu vực vịnh Mexico và vùng biển Caribe, Young hoạt động một thời gian ngắn ngoài khơi vịnh Guantánamo, Cuba. Trong giai đoạn này, nó hình thành nên lực lượng hộ tống cho Iowa (BB-61), khi chiếc thiết giáp hạm làm nhiệm vụ đưa Tổng thống Franklin D. Roosevelt vượt Đại Tây Dương, trong chặng đầu tiên của hành trình tham dự Hội nghị Teheran vào tháng 11 năm 1943. Đến giữa chuyến đi, chiếc tàu khu trục được lệnh chuyển hướng đi sang khu vực Mặt trận Thái Bình Dương. Nó băng qua kênh đào Panama vào ngày 24 tháng 11, đi đến Trân Châu Cảng vào đầu tháng 12, trình diện để phục vụ cùng Hạm đội Thái Bình Dương, và được phân về Đệ Cữu hạm đội, một lực lượng nhỏ hoạt động tại khu vực Bắc Thái Bình Dương. Nó ở lại Trân Châu Cảng trong nhiều tuần trước khi khởi hành hướng lên phía Bắc, đi đến quần đảo Aleut vào giữa tháng 1 năm 1944.

### 1944
Young đi đến vùng biển Alaska sau khi Chiến dịch quần đảo Aleut đã kết thúc được ba tháng. Do đó, nhiệm vụ của nó trong tám tháng tiếp theo sau chỉ bao gồm tuần tra và hộ tống vận tải, xen kẻ với những đợt hiếm hoi bắn phá các căn cứ tiền phương của Nhật Bản tại khu vực quần đảo Kuril. Nó nằm trong thành phần lực lượng tấn công dưới quyền Chuẩn đô đốc Wilder D. Baker vào ngày 2 tháng 2 năm 1944, khi đơn vị này tiến hành cuộc bắn phá đầu tiên xuống các căn cứ nhà của Nhật Bản tại quần đảo Kuril; và còn quay trở lại đây thêm hai lần nữa vào tháng 6, bắn phá Matsuwa vào ngày 13 tháng 6 và xuống Paramushiro vào ngày 26 tháng 6. Ngoài ra phần lớn thời gian của tám tháng đầu năm 1944 chỉ dành để tuần tra và hộ tống tại vùng biển phía Bắc băng giá và trơ trọi.
Sang tháng 9, Young quay trở về lục địa Hoa Kỳ để đại tu, và sau khi hoàn tất nó rời vịnh San Francisco vào ngày 6 tháng 10, hướng sang khu vực Tây Thái Bình Dương. Đi đến đảo Manus thuộc quần đảo Admiralty vào cuối tháng, nó tham gia hộ tống một đoàn tàu vận tải tiếp liệu hướng sang Philippines. Nó đi đến Leyte vào ngày 18 tháng 11, vào lúc đang diễn ra một cuộc không kích nhắm vào hạm đội đổ bộ. Nó và các tàu hộ tống của đoàn tàu đã phối hợp hỏa lực phòng không, bắn rơi ba máy bay đối phương.
Vào ngày 19 tháng 12, Young khởi hành từ Leyte cùng 10 tàu khu trục khác để hộ tống cho đợt tiếp liệu đầu tiên đi đến Mindoro. Lực lượng chịu đựng một cuộc không kích của máy bay đối phương vào sáng sớm ngày 21 tháng 12, rồi được bình yêu cho đến chập tối. Lúc khoảng 17 giờ 18 phút, năm máy bay tấn công cảm tử Kamikaze đối phương đã lọt qua được hàng rào máy bay tiêm kích tuần tra chiến đấu trên không, và ba chiếc trong số đó đã đâm trúng các tàu đổ bộ LST-460, LST-479 và tàu Liberty S.S. Juan de Fuca. Hai chiếc LST phải bị bỏ lại, nhưng S.S. Juan de Fuca tiếp tục hành trình và đi đến Mindoro an toàn vào ngày 22 tháng 12. Trong chuyến quay trở về, máy bay đối phương tiếp tục quấy phá đoàn tàu nhưng không gây hư hại gì thêm. Trong chuyến đi và quay trở về từ Mindoro, bản thân Young đã bắn rơi năm máy bay đối phương và trợ giúp vào việc bắn rơi hai chiếc khác.

### 1945
Chiến dịch đổ bộ đầu tiên mà Young tham gia là trong Trận Luzon vào tháng 1 năm 1945. Trong cuộc đổ bộ chính diễn ra vào ngày 9 tháng 1, nó phục vụ hộ tống cho các tàu đổ bộ thuộc Đội tấn công "Baker", và bảo vệ cho chính cuộc đổ bộ lên vịnh Lingayen. Cuộc tấn công diễn ra mà hầu như không gặp sự kháng cự, phản ảnh sự thay đổi trong chiến thuật của Nhật Bản: chiến đấu chống lực lượng tấn công sâu trong đất liền bằng chiến thuật bộ binh thay vì cố phá vỡ cuộc đổ bộ ngay bãi biển. Vì binh lính Hoa Kỳ không gặp sự đề kháng thật sự cho đến khi họ ở sâu trong đất liền bên ngoài tầm pháo của tàu khu trục, Young và các tàu chiến khác không có dịp thể hiện tại vịnh Lingayen.
Tình huống tương tự xảy ra tại Zambales vào cuối tháng, khi Young trinh sát khu vực dự kiến đổ bộ; một xuồng nhỏ cặp mạn tàu cùng một Trung úy du kích Philippines, cho biết khu vực đã do lực lượng dưới quyền ông kiểm soát, và được bình định mà không cần bắn một phát súng nào.
Trong các hoạt động tại vịnh Subic và vịnh Manila, Young đã cùng tàu khu trục Nicholas (DD-449) tiêu diệt hai xuồng máy cảm tử chứa đầy chất nổ dài 17 foot (5,2 m) xuất phát từ Corregidor, nhằm ngăn chặn lực lượng đổ bộ tại Mariveles vào ngày 14 tháng 2. Hai ngày sau, nó tham gia cuộc đổ bộ lên chính Corregidor, bắn phá núi đá trước cuộc tấn công và vô hiệu hóa các khẩu đội pháo đối phương trên đảo Caballo khi chúng nổ súng vào các tàu đổ bộ. Trong buổi sáng hôm đó, nó băng qua vùng nước đầy thủy lôi để hỗ trợ cho binh lính tấn công chiếm đóng pháo đài.
Trong những tuần lễ tiếp theo sau, Young tuần tra ngoài khơi vịnh Subic, và sang tháng 4, nó hỗ trợ cho một trong những cuộc đổ bộ của Lục quân lên Mindanao; nhờ vào hoạt động chiến tranh du kích tích cực của dân bản địa Moro, chiến dịch này tiếp tục là một cuộc đi dạo của binh lính Hoa Kỳ. Nó tiếp tục các hoạt động tuần tra tại vùng biển Philippines cho đến cuối tháng 5, khi nó được lệnh quay trở về Hoa Kỳ để sửa chữa. Chiếc tàu khu trục đi ngang qua Eniwetok và Trân Châu Cảng thuộc quần đảo Hawaii, về đến vịnh San Francisco vào ngày 12 tháng 6, bắt đầu đợt đại tu kéo dài hơn một tháng rưỡi.
Đến cuối tháng 7, Young hoàn tất việc chạy thử máy sau sửa chữa, và sang đầu tháng 8, nó lên đường quay trở lại Trân Châu Cảng; tuy nhiên, nó chỉ đi đến nơi sau khi xung đột kết thúc. Thay vì tiếp tục đi sang phía Tây, nó hoạt động tại chỗ trong vùng biển quần đảo Hawaii, hộ tống vận tải và canh phòng máy bay cho tàu sân bay Saratoga (CV-3). Đến ngày 25 tháng 9, nó rời Trân Châu Cảng cùng những đơn vị khác nhau của Đệ Tam hạm đội để đi sang vùng bờ Đông Hoa Kỳ, nhằm tham gia những lễ hội mừng Ngày Hải quân. Chiếc tàu khu trục đi đến New York vào ngày 27 tháng 10, nơi Tổng thống duyệt binh qua hạm đội.
Young ở lại New York cho đến ngày 1 tháng 11, khi nó lên đường đi Charleston, South Carolina, nơi nó được đưa về lực lượng dự bị vào ngày 31 tháng 1 năm 1946. Chiếc tàu khu trục xuất biên chế vào tháng 1 năm 1947, và tiếp tục ở lại thành phần dự bị cho đến ngày 1 tháng 5 năm 1968, khi tên nó được rút khỏi danh sách Đăng bạ Hải quân. Con tàu bị đánh chìm như một mục tiêu giữa Đại Tây Dương vào ngày 6 tháng 3 năm 1970.

## Phần thưởng
Young được tặng thưởng năm Ngôi sao Chiến trận do thành tích phục vụ trong Thế Chiến II.